# Portrait de Leandro Fernández de Moratín
Le portrait de Leandro Fernández de Moratín est une huile sur toile peinte par Francisco de Goya en 1824 et exposée au musée de Bilbao.

## Contexte
Après la fin de la guerre d'indépendance espagnole menée contre Napoléon et la restauration de monarchie absolue, les libéraux et les partisans d'une monarchie constitutionnelle - afrancesados - sont persécutés en Espagne. Goya, partisan de ces idées progressistes et qui avait noué des amitiés avec des français craignait d'être persécuté et se réfugia en 1824 à Bordeaux, ville qui concentrait une partie de la bourgeoisie espagnole en exil.
À Bordeaux, Goya se lia avec nombre de ses compatriotes en exil. Parmi eux se trouvait son ami de longue date, le poète et dramaturge Leandro Fernández de Moratín. Goya avait déjà peint, à Madrid, un premier portrait de son ami en 1799. La date exacte de la réalisation de cette nouvelle toile a été déterminée par une lettre du 10 septembre 1824 envoyée par Moratin à son ami le prêtre et écrivain Juan Antonio Melon où il plaisantait, affirmant que son apparence devait être vraiment bonne si le maestro (Goya) voulait la reproduire. Le tableau appartenait à la collection de  Manuel SILVA. 

## Analyse
Dans cette œuvre, on peut voir clairement que Leandro Fernández de Moratín est représenté comme un homme triste et mélancolique. Goya a utilisé des tons sombres pour créer une ambiance sombre et dépressive, ce qui montre que Moratín devait avoir une personnalité plutôt triste et mélancolique. Les plis de sa veste et les ridules de son visage sont exagérés pour montrer la douleur que Moratín ressentait probablement. De plus, le fond flou représente le monde extérieur qui est indifférent à la douleur de Moratín. 
On peut également remarquer la composition intéressante de l'œuvre. La posture de Moratín est un peu tordue et penchée, ce qui crée une tension visuelle intéressante. La direction de son regard, dirigée vers le bas et à droite, suggère que Moratín se sentait impuissant face à sa douleur.
Goya a utilisé la technique de la lumière et de l'ombre pour créer une sensation de profondeur dans l'œuvre. Les ombres sur le visage de Moratín montrent les contours de son visage et renforcent l'impression de tristesse.